# 藤原朝光
藤原 朝光 （ふじわら の あさてる/あさみつ、天暦5年〈951年〉 - 長徳元年〈995年〉）は、平安時代中期の公卿・歌人。藤原北家、関白太政大臣・藤原兼通の四男（三男とも）。官位は正二位・大納言。

## 経歴
村上朝後期の応和3年（963年）叙爵（従五位下）し、康保3年（966年）侍従に任官する。円融朝に入ると右兵衛権佐・右近衛少将を経て、天禄3年（972年）には長兄・顕光に先んじて従五位上に叙せられる。同年父の藤原兼通が関白として太政官の首班に立つとその後押しを受け、天禄4年（973年）正五位下・左近衛中将、天延2年（974年）には正月に従四位下、2月蔵人頭、4月参議と急速に昇進し、藤原忠平の曾孫の世代としてはいち早く公卿に列した。さらに翌天延3年（975年）に上位者5人を超えて従三位・権中納言、貞元2年（977年）には27歳で従二位・権大納言兼左近衛大将に叙任されるなど、引き続き順調に昇進を重ねた。
しかし、同年の父・兼通の薨去以降は昇進が停滞し、円融朝後半には藤原兼家・源重信に大納言への昇進で先を越される。永観2年（984年）正二位に叙せられ、同年10月に即位した花山天皇の後宮に長女・姚子を女御として入内させる。姚子は入内後1ヶ月ほどは寵愛を受けるものの結局天皇とうまくいかず、入内後数ヶ月で宮中を退出して里邸に戻ってしまい、朝光は後宮対策にも失敗してしまった。
寛和2年（986年）一条天皇の即位後まもなく大納言に任ぜられるが、永延3年（989年）天皇の外伯父にあたる権大納言・藤原道隆が朝光を追い越して一挙に内大臣に昇進すると、朝光は重病を理由に左近衛大将を辞任する（後任の左大将は道隆）。その後も同じく天皇の外戚にあたる藤原道兼・伊周らが次々と大臣に昇進する傍らで朝光は大納言に留まるが、一方で酒を通じて藤原道隆・済時と格別に親しく交わり、永祚2年（990年）以降の道隆執政下の宮廷に自由な気風をもたらしたという。長徳元年（995年）に大流行した疱瘡により、道隆・済時らと相前後して世を去った。享年45。最終官位は正二位大納言兼行按察使。

## 人物
気立てや容貌に優れ、兄弟の中でも格別に人望があったという。また、社交家で華美を好み、矢の筈を水晶で製することを考案し流行させたという。
歌才もあり、『拾遺和歌集』（4首）を初めとする勅撰和歌集に計27首が入首、小大君や馬内侍といった同時代の女流歌人達と恋愛関係を持ったことでも知られる。家集に『朝光集』を残している。

## 逸話
当初、重明親王の娘を室としたがのち離縁し、親くらい年上で年齢の離れた枇杷大納言源延光の未亡人（藤原敦忠の娘）を後室とした。この理由について、前室が貧乏であった一方で後室が裕福であったとする話と、前室の性格は子供っぽいが後室は才知に優れていたとする話がある。
なお、前室の生母は兼通の妹で円融天皇を養育していた藤原登子であり、朝光の婚姻を通じて兼通-登子の連携が強化され、生母安子亡き後の円融天皇を支えた（兼通の関白就任を含めて）とする見解がある。

## 官歴
『公卿補任』による。
- 応和元年（961年） 日付不詳：昇殿
- 応和3年（963年） 正月7日：従五位下（中宮御給）
- 康保2年（965年） 正月17日：昇殿
- 康保3年（966年） 9月17日：侍従
- 安和2年（969年） 閏5月10日：昇殿。閏5月27日：右兵衛権佐。8月13日：昇殿（代始）
- 天禄元年（970年） 12月10日：右近衛少将
- 天禄2年（971年） 正月29日：兼備中権介
- 天禄3年（972年） 正月7日：従五位上
- 天禄4年（973年） 正月8日：五位蔵人。3月20日：兼近江権介。7月1日：中宮権亮。7月7日：正五位下（女御媓子日来坐内大臣堀川第、即登后位、今日移御内裏、師輔卿例所叙）。7月26日：左近衛中将、亮介如元
- 天延2年（974年） 正月7日：従四位下（一宮御給）。2月7日：兼近江守。2月8日：蔵人頭。4月13日：参議、中将如元
- 天延3年（975年） 正月26日：従三位、権中納言
- 天延4年（976年） 7月26日：春宮大夫（春宮・師貞親王）
- 貞元2年（977年）3月26日：従二位（行幸閑院日、二階）。4月24日：権大納言。4月25日：大夫如元。12月9日：兼左近衛大将
- 永観2年（984年） 正月7日：正二位。8月27日：止大夫（即位）。10月10日：可叙従一位、譲男登朝叙従五位下
- 寛和2年（986年） 7月：春宮大夫（春宮・居貞親王）。7月20日?：大納言
- 永延2年（988年） 正月29日：按察使
- 永延3年（989年） 6月23日：依重病辞大将大夫、不許。6月27日：重辞大将大夫等、依病也、被優許、大納言按察使如元帯之
- 正暦4年（993年） 正月：止按察使
- 長徳元年（995年）3月20日：薨去（正二位大納言兼行按察使）

## 系譜
- 父：藤原兼通
- 母：能子女王（または昭子女王（元平親王の娘）） - 有明親王の娘
- 妻：重明親王の娘
  - 長女：藤原姚子（971-989[5]、または姫子[6]) - 花山天皇女御
  - 長男：藤原朝経（973-1029）
  - 次男：藤原登朝
  - 三男：藤原相経
  - 男子：藤原相任
- 妻：藤原敦忠の娘[2] - 源延光未亡人
- 生母不明
  - 男子：藤原相中
  - 女子：円融天皇女御

## 関連文献
- “朝光集（あさてるしゅう）”. 国書データベース.  国文学研究資料館. 2024年3月20日閲覧。
- 高橋由記「藤原朝光と『朝光集』」『国文目白』第49号、日本女子大学国語国文学会、2010年2月、100-112頁、CRID 1050001337569708672、ISSN 0389-8644。
- 高橋照美「朝光の結婚 : 『栄花物語』・『大鏡』考」『論究日本文学』第83号、立命館大学日本文学会、2005年12月、1-11頁、doi:10.34382/00016518、ISSN 0286-9489。
- 川田康幸「『栄花物語』における朝光の結婚像」『信州豊南女子短期大学紀要』第13号、信州豊南女子短期大学、1996年3月、67-85頁、CRID 1050845762944499328、ISSN 0286-9489。